# Хирургическая стоматология
Хирургическая стоматология — стоматологическая специальность, практикующая такие методы лечения как: операции по удалению зубов, подсадка костной ткани, подготовка и имплантация зубов, а также разнообразные эстетические операции в пародонтологии.

## Изучаемые вопросы
Хирургическая стоматология в своей практике включает и удаление зубов. В случаях, когда лечение неэффективно и удаление зуба неизбежно, стоматолог-хирург профессионально, быстро и без болевых ощущений удалит необходимый зуб. Возможно и удаление зубов мудрости, которые неправильно выросли и мешают. Когда удалением зуба занимается профессиональный хирург-стоматолог, то возникновение всевозможных осложнений сводится к минимуму. Также хирурги производят удаление кист, расположенных на верхушке корня зуба.
Кроме того, каждый специалист хирургической стоматологии, перед тем как удалить зуб, проконсультирует пациента насчёт протезирования или даже имплантации на месте отсутствующего зуба.
Хирургическая стоматология включает:
- Имплантация,
- Зубосохраняющие процедуры,
- Лечение воспалительных процессов (периодонтит, периостит, остеомиелит, гайморит, абсцессы, флегмоны)
- Удаление зубов (частичное или полное удаление)
- Лечение опухолей полости рта
- Подготовка полости рта к последующему протезированию
- Удаление небольших новообразований на лице
- Лечение заболеваний ВНЧС
- Лечение заболеваний тройничного нерва
- Лечение заболеваний слюнных желез
- Первичная хирургическая обработка ран лица, шеи, полости рта
- Реконструктивные и пластические операции на челюстях
- Диагностика специфических заболеваний при проявлении их в полости рта (актиномикоз, туберкулез, сифилис)
- Операции на тканях пародонта

## Хирургическая стоматология в России
Благодаря высокому уровню развития современной хирургической стоматологии, на сегодняшний день появилась возможность сохранения безнадежных зубов.
На данный момент хирургическая стоматология тесно связывает свою практику с такими направлениями в медицине как эстетическая хирургия, ортодонтия, имплантология. Поэтому все чаще хирурги-стоматологи сотрудничают с другими специалистами.
С каждым годом всё более востребованными в хирургической стоматологии становятся косметические манипуляции на десне. Особенно часто проводятся такие методики как: гингивопластика, френулопластика, устранение рецессий десен, вестибулопластика, корректирующие манипуляции альвеолярного отростка, удаление коронковой части зуба.
Кроме вышеперечисленных методов лечения, хирургическая стоматология занимается подготовкой к имплантации челюсти. При нестандартном размещении гайморовых пазух, атрофии или истончении кости челюсти производится исправление данной аномалии или наращивание измененной кости для установления импланта.

## Исследования
Группа ученых из Хаддерсфилдского университета занимается разработкой новых способов использования виртуальной реальности для обучения стоматологов. Технология позволяет предоставлять крупномасштабные стереоскопические 3D-изображения производимых операций в виртуальной операционной комнате. Будет доступен обзор под любым углом с возможным вращением изображения на 360 градусов.